# 行波反应堆

行波反應堆模擬圖。紅色：鈾-238； 綠色：鈈-239；黑色：裂變產物；藍色的深淺代表中子密度。

行波反應堆（英語：TWR, Traveling wave reactor）是一種通過嬗變將不可裂變材料轉變為可裂變核材料，接下來利用這些材料的裂變來發電的一種反應堆設計。行波反應堆屬於钠冷快中子反应堆，在設計上屬於第四代反應堆。和其他快中子反應堆和增殖反應堆不同的是，行波反應堆可以直接使用貧化鈾、天然鈾、釷和輕水反應爐產生的核廢料作為燃料。理論上，行波反應堆甚至可以使用其自身產生的乏燃料作為燃料。如果行波反應堆普及，就可以免除鈾濃縮和乏燃料再處理等環節，降低核能的成本和環境風險。在行波反應堆中，裂變集中發生在裂變區，而不是整個堆芯。這個裂變區會從堆芯中心向外擴散，就像水波一樣向外運動，行波反應堆由此得名。理論上，一次裝料后，行波反應堆可以自持運行數十年，不需要添加新燃料，也不需要清除乏燃料。然而建造一座行波反应堆非常困难。目前尚未有這種反應堆投入商業運行。

## 歷史
1958年，塞維利·范伯格（Saveli Feinberg）提出了一種可以在堆芯内自己“製造”燃料的反應堆並稱之爲“增殖-燃燒堆”。這是行波反應堆的雛形。自此之後一直有人斷斷續續的研究這種反應堆，但都限於理論和設計層面，並沒有人將這種理念付諸實施。90年代中出现了可能成为现实的行波反应堆设计。
2006年，智能創投公司成立了一個子公司，稱爲泰拉能源（TerraPower）。該公司設計了一系列行波反應堆，裝機容量從300兆瓦到1000兆瓦。
2010年，比爾·蓋茨在TED大會上專題討論了泰拉能源和他們設計的行波反應堆。比爾·蓋茨是核電解決全球暖化論點的最有力倡議者，其認為別的能源解決方案都不切實際是空中樓閣，只有精進核能技術能最終產生平民可負擔價格的抗暖化能源，2017年3月蓋茨以泰拉能源公司董事長身份訪問中國大陸，他關注到中共中央總書記習近平對於核能計划的熱衷，中核集團的快堆反應爐已經發電，蓋茲曾於2009年親眼目睹該實驗快堆，另一種球床反應爐也在建，中國已經有兩種第四代反應爐技術的實體機組，他認為中國是世界上如今唯一有財力、技術、意願建造行波反应堆的國家。
因受到美國總統川普與北京當局在科技領域糾紛影響，泰拉能源放棄與中國核工業集團有限公司的合作計劃，究其原因則是，美國能源部在2018年10月11日公布了《美國對中國民用核能項目合作政策框架》。這一文件雖然沒有禁止美國企業跟中國的所有核交易，但是要求高度保證用於合作的技術不會用於軍事或者其他未經授權的目的。
取而代之的是日本原子能研究開發機構（JAEA）和三菱重工，將與比爾蓋茲名下泰拉能源合作，在美國懷俄明州建造一座新型鈉反應爐。JAEA 和三菱重工將為先進的反應爐提供技術支援和數據。

## 反應堆物理
從泰拉能源發表的文章和報告來看，該公司的行波反應堆使用金屬鈉作爲冷卻劑，主要使用貧化鈾做燃料，但需要一小部分濃縮鈾-235或其他可裂變材料作為引發劑。裂變反應釋放出的快中子被鈾-238俘獲，通過以下核反應增殖：
{\displaystyle \mathrm {^{238}_{\ 92}U+\,_{0}^{1}n\;\rightarrow \;_{\ 92}^{239}U\;\rightarrow \;_{\ 93}^{239}Np+\beta \;\rightarrow \;_{\ 94}^{239}Pu+\beta } }
開始時，引發劑燃料棒被置於堆芯的正中。反應堆引發后，堆芯形成四個區域：
- 貧化區，含有未完全燃燒的燃料和裂變產物；
- 裂變區，增殖后的燃料發生裂變的區域；
- 增殖區，不可裂變的材料在這個區域俘獲快中子，嬗變成可裂變核燃料；
- 未反應區，行波還未到達的區域。

裂變區不停地由裏到外從堆芯中央往外推進，釋放出來的熱能被熔化的金屬鈉吸收，然後加熱冷卻水產生高壓蒸汽，推動汽輪機發電。

## 燃料
和輕水堆不同，行波反應堆僅用少量濃縮鈾-235或其他可裂變材料引發核反應（~10%左右），剩餘燃料為貧化鈾、天然鈾、釷和輕水堆產生的贫铀核廢料，卻可以在封閉的反應器内連續運行40年以上。貧化鈾原料非常易得，是濃縮鈾過程的副產品。例如美國目前擁有將近700,000噸的貧化鈾。由於燃燒深度大、燃料密度高和熱效率好，行波反應堆產生每千瓦時電力需要的燃料比輕水堆要低得多。
传统增殖反應堆中，反应堆停止运行后需要利用化学手段才能提取出其中的钚，再经过浓缩之后才能把这些钚用于核燃料，当钚的浓度超过一定数值时则可制作成核武器。而行波反應堆的乏燃料不需要化學分離鈽，而是只需要區域熔煉。這防止了核廢料的生成，同時降低了核擴散的風險。行波反應堆甚至可能使用自己的乏燃料——因爲一次燃燒只能把20-35%的燃料嬗變為可裂變材料；只需熔化后重新鑄造，便可獲得新的行波反應堆燃料，開始下一次發電。

## 行波和駐波的比較
在泰拉能源公司的設計中，增殖-燃燒波不是從反應堆的一端移到另外一端，而是從裏到外。裂变区的移动速度很慢，大约为每年一厘米。此外，當燃料的化學構成經嬗變而變化之後，燃料棒會不停地移動位置，以期獲得堆内最優中子通量和燃料使用。因此，在泰拉能源公司的設計中，燃料棒在移動，燃燒波（裂變區）基本靜止在一個區域（駐波），而不是燃燒波在靜止的燃料中移動。這和許多媒體的報道相反。這樣做的好處是，冷卻系統不必和行波同步移動，而是冷卻一個相對固定的駐波區域。燃料棒由機械裝置操作，整個反應堆一直處於封閉狀態，不用離線。

## 對行波反應堆的批評
行波反應堆招來了一些希望大力推廣釷做核燃料的人的批評。弗里伯能源公司的柯克·索倫森說，快中子反應爐建起來已有難度，行波反應堆就更難。他還認爲行波反應堆的退役計劃也有問題。弗里伯能源公司的顧問羅伯特·哈格雷夫斯稱讚用行波反應堆解決全球能源荒的目的不錯，但其發電成本接近傳統核電，不可能低於化石燃料。